# クロエリア (小惑星)
クロエリア (661 Cloelia) は小惑星帯に位置する小惑星である。マサチューセッツ州タウントンでジョエル・ヘイスティングス・メトカーフによって発見された。
古代ローマの女性クロエリアから名付けられたといわれる。